# Anne Söderlund
Anne Söderlund, född 1957, är en forskare i fysioterapi och författare av vetenskapliga böcker och artiklar från Finland.
Hon tog examen som sjukgymnast i Finland 1978. Efter flera år som sjukgymnast i hemlandet flyttade hon till Sverige 1992. Hon fick jobb på sjukgymnastavdelningen med placering på Smärtcentrum på Akademiska sjukhuset i Uppsala. Några år senare deltog hon i ett projekt om rehabilitering av patienter med whiplashskada på Mälargården i Sigtuna. Där undersöktes bland annat vilka faktorer som kan förutsäga sannolikheten på om besvären blir långvariga eller inte.
Projektet på Mälargården blev starten på hennes forskningsinriktning. 2001 doktorerade Anne Söderlund vid Uppsala universitet med en avhandling om omhändertagandet vid akuta och långvariga whiplash-relaterade problem. Efter doktorandtiden arbetade hon bland annat som forskarassistent vid Institutionen för neurovetenskap, sjukgymnastprogrammet samt på sjukgymnastikavdelningen vid Akademiska sjukhuset i Uppsala. De senaste åren har hon arbetat som forskare vid Mälardalens universitet.